# Lanthanfluorid
Lanthanfluorid ist eine chemische Verbindung aus der Gruppe der Fluoride.

## Vorkommen
Lanthanfluorid kommt natürlich als Mineral Fluocerit-(La) vor, in dem neben Lanthan auch Cer enthalten ist. Nach dem amerikanischen Naturforscher S.T. Tyson wird das cerreiche Lanthanfluoridmineral auch Tysonit genannt.

## Gewinnung und Darstellung
Lanthanfluorid kann durch Reaktion von Fluorwasserstoff mit Lanthannitrat oder Lanthanchlorid gewonnen werden.
{\displaystyle \mathrm {La(NO_{3})_{3}+3\ HF\longrightarrow LaF_{3}+3\ HNO_{3}} }
Auch die Reaktion von Lanthanoxid mit Ammoniumhydrogendifluorid ist möglich.
{\displaystyle \mathrm {La_{2}O_{3}+6\ NH_{4}HF_{2}\ {\xrightarrow {300-400^{\circ }C}}\ 2\ LaF_{3}+6\ NH_{4}F+3\ H_{2}O} }

## Eigenschaften
Lanthanfluorid kristallisiert trigonal in der Raumgruppe P3c1 (Raumgruppen-Nr. 165) mit den Gitterparametern a = 719 pm und c = 735 pm sowie sechs Formeleinheiten pro Elementarzelle. Hierbei ist jedes Lanthanatom in der Kristallstruktur von neun Fluorid-Ionen in Form eines verzerrten, dreifach-überkappten trigonalen Prismas umgeben, während die Fluoratome jeweils trigonal-planar von drei Lanthanatomen koordiniert werden.
Lanthanfluorid hat bei erhöhten Temperaturen eine Ionenleitfähigkeit, die auf der Beweglichkeit von Fluoridionen beruht, die sich in den Fluoridleerstellen von Schottky-Defekten bewegen. Dotiert man das Lanthanfluorid mit dem Fluorid eines zweiwertigen Metalls, z. B. Ca2+, Ba2+ oder Eu2+, so kann die Ionenleitfähigkeit schon bei Raumtemperatur beträchtliche Werte erreichen (siehe auch Verwendung).
Lanthanfluorid ist unlöslich in Wasser, Salzsäure und Salpetersäure; in konzentrierter Schwefelsäure löst es sich unter Bildung von Fluorwasserstoff HF.

## Verwendung
Lanthanfluorid wird zur Herstellung des reinen Metalls Lanthan verwendet. Hierfür wird das in Lanthanmineralien vorkommende Lanthanoxid mittels Fluorwasserstoff in Lanthanfluorid überführt, welches dann metallothermisch mittels Calcium oder Magnesium zum Metall reduziert wird. Lanthanfluorid wird auch als optisches Material, z. B. für Faseroptiken oder für Fluoreszenzlampen verwendet. Dotiert mit Europium dient LaF3 als fluoriddurchlässige Membran (Festelektrolyt) in Fluoridelektroden zum Nachweis von Fluorid-Ionen.